# Barrio (singolo)
Barrio è un singolo del cantautore italiano Mahmood, pubblicato il 30 agosto 2019.

## Descrizione
Il brano presenta campionature tratte dal brano per chitarra classica Capricho arabe di Francisco Tárrega.

## Video musicale
Il video, diretto da Attilio Cusani, è stato pubblicato il 2 settembre 2019 sul canale YouTube del cantante. Nel video appare il rapper algerino Soolking.

## Successo commerciale
In Italia è stato il 44º brano più trasmesso dalle radio nel 2019.

## Classifiche

### Classifiche settimanali
| Classifica (2019) | Posizione massima |
| ----------------- | ----------------- |
| Grecia            | 61                |
| Italia            | 4                 |

### Classifiche di fine anno
| Classifica (2019) | Posizione |
| ----------------- | --------- |
| Italia            | 62        |